# 惨殺の古城
『惨殺の古城』（ざんさつのこじょう、伊: Il boia scarlatto、英: Bloody Pit of Horror）は、1965年に製作されたイタリア・アメリカ合衆国合作によるゴシックホラー映画。イタリアで撮影され、ミッキー・ハージティ、ウォルター・ブランディ、ルイーズ・バレット、リタ・クラインが出演。多数の女性モデルを引き連れた撮影クルー一行が古城を訪れ、深紅の処刑人と化した城の所有者に次々と惨殺されていく。

## ストーリー
冒頭に"My vengeance needs blood!" Marquis de Sade（「我が復讐は血を以て購うべし!」マルキ・ド・サド）という引用が映し出され、笑い声が被さる。
1648年12月5日、「深紅の処刑人」と呼ばれる殺人鬼が自らの城内の地下牢で、自らの拷問具（鉄の処女）により処刑された。死の直前、殺人鬼は自分こそ神聖な法であり、自分を殺す事は出来ない、復讐に戻って来ると毒突く。死刑執行人は焼ごてで拷問具の扉を封印し立ち去った。
時は流れて（1965年当時の）現代。作家のリック（ウォルター・ブランディ）、出版者のダニエル・パークス（アルフレッド・リゾ）、秘書のイーディス（ルイーズ・バレット）、カメラマンのダーモット（ラルフ・ザッカー）、そして6人の男女モデルからなる一群がホラー写真小説の撮影のために古城に入った。一行は無人だと思ったが、実際には非友好的な城主（ミッキー・ハージティ）が少数の使用人と共に住んでいた。当初城主は一行を追い払おうとしたが、彼らの中にイーディスの姿を認めると思い直し、地下牢への立ち入り禁止を条件に撮影を許可する。男性モデルのペリー（ナンド・アンジェリーニ）はこの警告を無視して同僚のラウル（アルバート・ゴードン）と2人で地下牢に足を踏み入れた際、誤って鉄の処女の封印を落としてしまう。その後、ペリーは撮影中に落下した処刑具によって死ぬ。一方、ラウルは撮影を抜け、恋人で女性モデルの1人スージー（バーバラ・ネリ）と2人で地下牢にいたところを「深紅の処刑人」に出くわす。「深紅の処刑人」はラウルを失神させるとスージーに迫る。
パークスはこの非常事態にもかかわらず、締め切りを優先しモデルたちに3倍のギャラを約束して撮影続行を宣言する。リックはダーモットからペリーの死の場面で不審な影が映っているという報告を受け、拡大してフィルムを現像していたところ、城主から「深紅の処刑人」の存在を知らされる。その後、スージーの遺体が地下牢から見つかり、ペリーの事故現場でも処刑具を吊るしていたロープが故意に切断されていた痕跡が見つかる。リックから警察に通報するよう指示を受けたダーモットは、オープンカーで城を出たところを何者かによって矢で射殺される。その際、リックは赤い覆面を被った不審人物を目撃し、城主を問い詰めようとしたところ、イーディスと鉢合わせる。彼女の口から、城主が自分のかつての婚約者で元肉体派俳優のトラヴィス・アンダーソンであることが判明する。一方、ペリーの恋人である女性モデルのカニューヨ（モア・タイ）は、別室で巨大な蜘蛛の巣を模したロープに捕えられ、猫ほどもある毒蜘蛛に襲われていた。彼女の部屋にはロープが縦横に張り巡らされ、触れたものを石弓で串刺しにする罠が施されていたため、リックは床を這って救出しようとするが間に合わず、カニューヨは死亡する。悲鳴と共に消えたイーディスを探すリックは、使用人の1人に背後から襲われ失神した。
一方、イーディスは室内でアンダーソンと対峙していた。口論の中、アンダーソンは「女の愛が自分を駄目にする」という理由から彼女を捨て、孤独を愛するが故にこの城に籠っていたことも判明する。さらに、彼がカーテンを捲ると地下牢から移動された「深紅の処刑人」の遺体が現れた。その姿は数百年経っていても何ら変化している様子はなく、アンダーソンと酷似していた。アンダーソンは撮影隊が「深紅の処刑人」の墓を汚し、封印を解き放ったと告げ、「深紅の処刑人」は自分の中に蘇ったと宣告すると、イーディスが目を逸らした隙に隠し扉から出る。
パークスと女性モデルのアニー（フェミ・ベニュッシ）とナンシー（リタ・クライン）は拷問室に監禁されており、アンダーソンは女性モデル達に様々な拷問を加える。一方、目を覚ましたリックはラウルの死体と共にベッドに縛り付けられ、頭上からは鋭い刃が何本も伸びた天蓋が迫りつつあった。リックはラウルの胸ポケットにあった爪切りを用いてその場から脱出した。イーディスも隠し扉から拷問室に向かう。
パークスは鉄製の檻に閉じ込められたまま焼き殺される。アニーを助けに来たイーディスは捕らえられ、アニーもアンダーソンに殺される。アンダーソンと彼の部下がイーディスらを拷問する中、リックが姿を現す。アンダーソンの部下はリックをボウガンで狙うが、矢はリックの前に立ちふさがったナンシーに当たる。アンダーソンはリックとの格闘の中、誤って自ら「死の愛人」に抱き付き、毒針により命を落とす。
助け出されたイーディスは「自分の世界に閉じこもったアンダーソンが、風貌の似た『深紅の処刑人』となって復讐を果そうとした。」と推測するが、リックは「本物の『深紅の処刑人』の遺体はすでに朽ち果てており、城内にあった自分に似せて作られた物だ」と答える。そして最後に事実は小説より奇なので「もうホラーは書かない」と締め括った。

## キャスト
- ミッキー・ハージティ: トラヴィス・アンダーソン
- ウォルター・ブランディ: リック
- ルイーズ・バレット: イーディス
- ラルフ・ザッカー: ダーモット
- アルフレッド・リゾ: ダニエル・パークス
- ナンド・アンジェリーニ: ペリー
- ジーノ・トゥリーニ: トラヴィスの部下
- ロベルト・メッシーナ: トラヴィスの部下
- バーバラ・ネリ: スージー
- モア・タイ: カニューヨ
- リタ・クライン: ナンシー
- フェミ・ベニュッシ（英語版）: アニー

## 製作
撮影はバルソラーノのピッコローミニ城で行われ、室内はアルテーナのボルゲーゼ宮で撮影された。ミッキー・ハージティは演技の経験は殆ど無く、「自分を熟達した俳優と言い張るのは一介のタクシー運転手がそう言い張るようなもの」しかし本作では良い演技を提供出来たのではないかと感じていると語った。

## 公開
『惨殺の古城』は、M.B.S.によってイタリアに配給され、1965年11月28日に公開された。イタリアでの公開時、総計6500万リラの興行収入を上げた。アメリカでは1967年5月16日、ペースメーカー・ピクチャーズの配給により公開された。アメリカでは『Terror-Creatures from the Grave』と2本立ての公開であった。アメリカ公開版は主に説明的な部分をカットして、74分に縮められている。アメリカの宣伝では、本作がマルキ・ド・サドの作品に基づいていると主張した。1972年、『Io...il Marchese de Sade』のタイトルでイタリアで再公開された。

## 評価
評論家の反応は概ね否定的であり、「屑」呼ばわりする批評も見られた。